# 朱均鈋

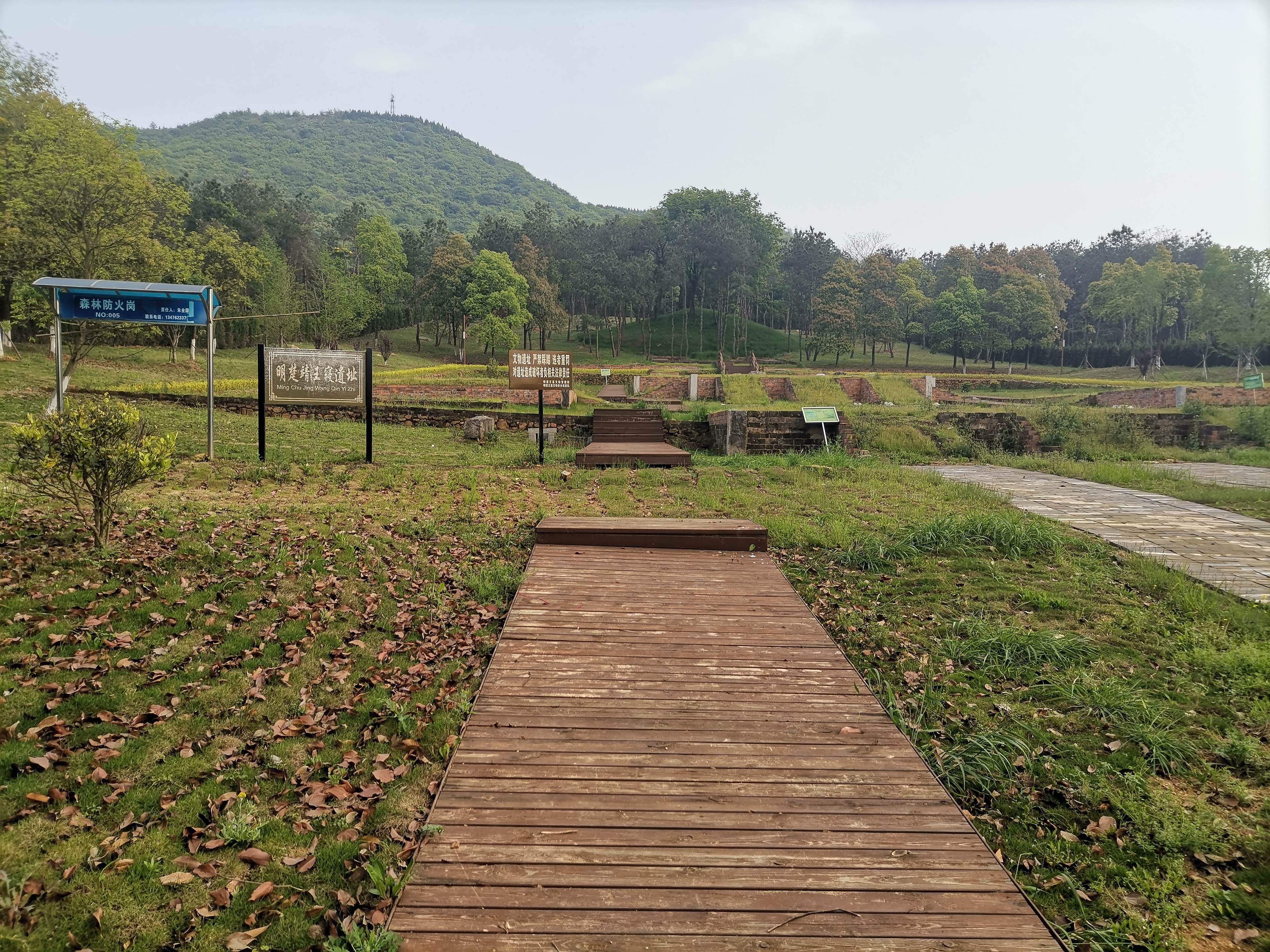
武汉龙泉山楚靖王寝遗址

楚靖王朱均鈋（1450年—1510年），明朝第五代楚王，東安恭定王朱季塛的庶第一子，莊王朱孟烷孫。因二伯楚康王朱季埱独子夭折，他在成化元年（1465年）出继楚康王，嗣封楚王，但他从未称康王为王考，他的生父也没有被追封为楚王。他在位四十五年。正德五年（1510年）朱均鈋去世，兩年後其子朱榮㳦嗣位。

## 家庭

### 高祖父
明太祖朱元璋

### 曾祖父
楚昭王朱楨

### 祖父
楚莊王朱孟烷

### 伯父
- 大伯：楚憲王朱季堄
- 二伯：楚康王朱季埱

### 叔父
四叔：大冶悼僖王朱季堧

### 父
東安恭定王朱季塛

### 兄弟
庶二弟：東安昭簡王朱均鈽

### 子
- 嫡一子：楚端王朱榮㳦
- 庶二子：縉雲懷僖王朱榮淋

| 前任者： 伯康王朱季埱 | 明楚國國王 1465年－1510年 | 繼任： 子端王朱榮㳦 |